# Diverzija
Diverzija (latinsko divertere; slovensko odvrniti) je vojaška operacija v sovražnikovem zaledju, katere glavni (taktični) namen je uničenje sovražnikove žive sile in opreme ter strateški cilj odvrnitev pozornosti od glavnega bojišča. Po navadi je diverzija namenjena temu, da se uniči strateško pomembno sovražnikovo instalacijo oz. da se doseže premestitev sovražnikovih sil s področja naknadnega glavnega napada. 
Posebna oblika nenehnega diverzijskega delovanje je gverilsko bojevanje.

## Diverzija v Kazenskem zakoniku Republike Slovenije
Diverzija je opredeljena v 356. členu:
Kdor z namenom, da bi ogrozil ustavno ureditev ali varnost Republike Slovenije, poruši, zažge ali kako drugače uniči ali poškoduje kakšen gospodarski objekt, prometno sredstvo ali prometno napravo, napravo namenjeno sistemu zvez, javno napravo za vodo ali prenos energije ali kakšen drug objekt, ki je pomemben za varnost ljudi, preskrbo prebivalstva ali za gospodarstvo, se kaznuje z zaporom najmanj treh let.